# Клаванз-ан-От-Уазан
Клаванз-ан-От-Уазан (фр. Clavans-en-Haut-Oisans) — коммуна во Франции, находится в регионе Рона — Альпы. Департамент коммуны — Изер. Входит в состав кантона Ле-Бур-д'Уазан. Округ коммуны — Гренобль.
Код INSEE коммуны — 38112. Население коммуны на 1999 год составляло 83 человека. Населённый пункт находится на высоте от 1 024 до 3 464 метров над уровнем моря. Муниципалитет расположен на расстоянии около 510 км юго-восточнее Парижа, 130 км юго-восточнее Лиона, 37 км восточнее Гренобля. Мэр коммуны — Jean Lavaudant, мандат действует на протяжении 2001—2008 гг.
Динамика населения (INSEE):